# Salutation
Pour les articles homonymes, voir Salut.
La salutation est l'action de saluer.

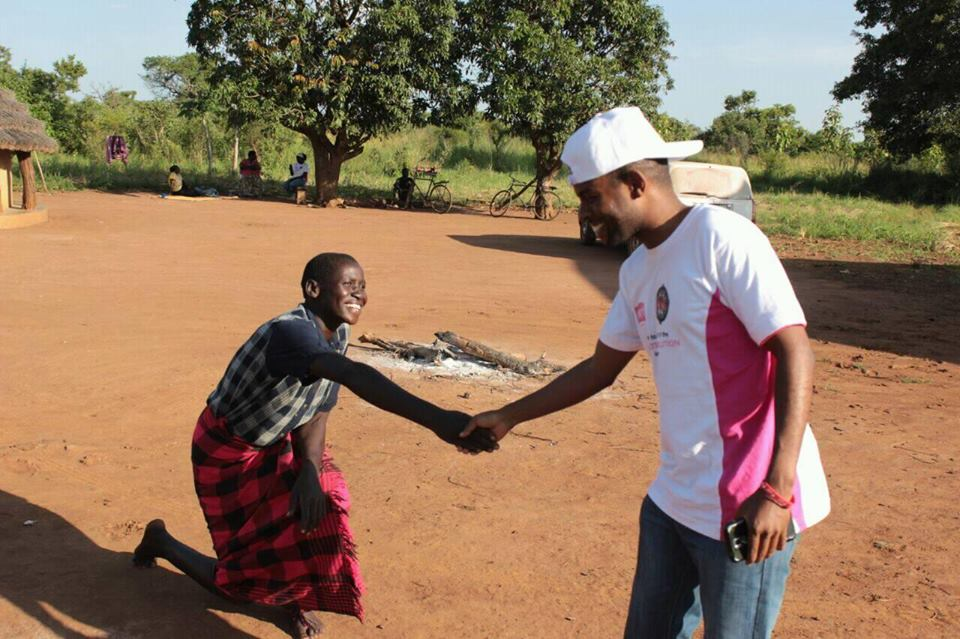
Salutation en Afrique.

Une salutation est une manière d'agir, destiné à adresser une marque de reconnaissance, de respect envers une ou plusieurs personnes rencontrées physiquement ou seulement virtuellement (par exemple, lors d'une correspondance). Le salut peut s'effectuer au travers d'un acte de langage, éventuellement performatif. En français, le mot « salut » peut servir d'interjection pour saluer une personne dont on est familier. En langage SMS, l'abréviation de salut est « slt ».
La salutation et les salutations réciproques sont une démonstration de civilité : on peut saluer en levant la main, en hochant la tête, en levant son chapeau, etc. Pour « saluer bien bas », on fait acte de soumission en effectuant une révérence. Les salutations se présentent sous la forme d'un ensemble de signaux verbaux et non-verbaux qui, associés, forment un système immédiatement compréhensible pour tous les membres d'une même culture. Les salutations font partie des rituels de politesse et, en tant que telles, elles obéissent à des règles subtiles et hautement symboliques. Ces règles sont inhérentes à chaque culture et dépendent largement du contexte de la rencontre, du statut respectif des personnes qui se rencontrent et du rapport de places qui les relie.
Plus ou moins contraint par les normes culturelles et sociales, le salut peut prendre une forme relativement codifiée dans certains contextes, qu'il s'agisse d'exprimer son respect à un individu, à un groupe d'individus ou à une institution (e.g., le drapeau national). On peut ainsi mentionner : 
- Dans les contextes militaire et paramilitaire :
- le salut maritime ;
- le salut militaire ;
- le salut romain ;
  - le salut de Bellamy est un ancien salut au drapeau en Amérique du Nord ;
  - le salut fasciste.
- le salut scout.

## Salut francophone

### Salut francophone familier
Expression exclamative et familière pour saluer quelqu'un.
« Salut ! » peut signifier aussi bien bonjour (« Salut mon pote! », « Salut la compagnie ! », ... ; il est synonyme de « coucou ! », du latin « Ave ! » et de « Yo ! » chez les rappeurs. Il est également synonyme d'au revoir (« Salut, je me casse ! »), qui est synonyme dans ce sens de l'anglais bye-bye.

### Salut francophone courtois
Le francophone souhaite une bonne journée ou une bonne soirée (selon le moment de la journée) et s'enquiert de l'état de son interlocuteur, « Bonjour, comment allez-vous ? ». Cette salutation appelle une réponse rassurante suivie d'une relance : « Bonjour, ça va bien, merci, et vous-même, comment allez-vous ? ». Le titre de son interlocuteur est très souvent intercalé : « Bonjour Monsieur, comment allez-vous ?», « Bonjour Monsieur le président, comment allez-vous ? ». La salutation peut s'accompagner d'un compliment ou d'une emphase : « Bonjour Madame, comment allez-vous ? Cette robe vous va à ravir », auquel il est répondu « Bonjour Monsieur (ou Madame), ça va bien, merci, je suis flattée, et vous-même, comment allez-vous ? (ou et vous-même, quel bel ensemble vous portez, comment allez-vous ?) », ou « Bonjour cher confrère, comment allez-vous ? Heureux de vous revoir. », auquel il est répondu « Bonjour cher confrère, ça va bien, merci, cela faisait longtemps depuis notre dernière rencontre. Et vous-même, comment allez-vous ? ».
La salutation francophone contemporaine connait des variantes avec « bonjour » ou « bonsoir » selon qu'il est avant ou après midi (même de nuit), mais aussi selon que l'on tutoie ou que l'on vouvoie son interlocuteur. Par exemple « Bonsoir, comment vas-tu ? » s'adresse à quelqu'un que l'on tutoie, tout en s'abstenant d'être familier, alors que « Salut, ça va ? » est familier. 
Bonne journée, Bon après-midi (ou Bonne après-midi), Bonne nuit, etc. sont des formules de politesse pour se séparer.

### Historique
Selon Marie-Claude Calary, en 2007 l'expression s'expliquerait par un sens ancien du verbe aller, « évacuer par bas, sens encore usité dans certaines régions françaises où les patients peuvent consulter le médecin car ils ne vont pas du ventre ». Il se dit et s'écrit que la locution « Comment allez vous ? » viendrait de « Comment allez vous à la selle ? ».
Mais pour un linguiste, cette interprétation psychanalytique est peu crédible car il ne semble exister aucune attestation certaine de cette assertion.

### Dans la culture populaire
On trouve la formule « Comment-allez-vous ? » dans des titres et paroles de chansons, par exemple de Baobab (groupe),
et de Manu Chao.

### Traductions
La salutation francophone abrégée « Comment-allez-vous ? » se traduit ainsi : 
- Anglais : Hello. How are you ? (Royaume-Uni) ; Hi. How is it going ? (États-Unis, relation familière) ; Hello (ou Hi), how are you doing ? (États-Unis, relation professionnelle)
- Breton : Mont a ra ?
- Catalan : Hola ! Com va aixo ?
- Créole réunionnais : Comment y l'est ; Koman y lé (graphie créole)
- Espagnol : Hola, ¿qué tal? ; Buenos días (ou Buenas tardes, ou Buenas noches), ¿como esta? (vouvoiement)
- Arabe : Lâ bâs 3lîk ? (Maroc) ; Kîf al 3âl ? (Arabie saoudite) ; Ezzayâk ? (Égypte).
- Hébreu : Ma nichma
- Irlandais : Dia dhuit. Conas tá tú ?
- Italien : Salve! Come va? ; Buongiorno! Come sta?
- Japonais : Genki ? (abréviation de "O genki desu ka ?") ; Konnichiwa. (abréviation de "Konnichi wa ikaga deshou ka ?")[5]
- Jersiais : Coumme est qu'ous êtes ?
- Provençal : Hóu, coume vai lou biais ?

## Salut arabe
Assalamu alaykum parfois orthographié Assalamu alaykoum (en arabe : ٱلسَّلَامُ عَلَيْكُمْ, ʾas-salāmu ʿalaykum) est une salutation orale arabe qui signifie « que la paix soit sur vous ». La phrase complète est ʾas-salāmu ʿalaykum wa-raḥmatu -llāhi wa-barakātuh (ٱلسَّلَامُ عَلَيْكُمْ وَرَحْمَةُ ٱللَّٰهِ وَبَرَكَاتُهُ), « que la paix soit sur vous, et la miséricorde de Dieu et ses bénédictions ».

## Salut hébreu
Cette entrée traite d'une salutation courante chez les Juifs. Pour l'écrivain yiddish, voir Cholem Aleichem.
Shalom Alekhem (hébreu שלום עליכם, yiddish שלום־עליכם (şolem aleyxem)) est une salutation hébraïque, signifiant « Paix sur vous ». La réponse appropriée est « Alekhem shalom ».
Il s'agit d'une forme de salutation courante au Moyen-Orient et trouvant son équivalent dans divers idiomes, notamment en arabe (assalamu alaikum).
La salutation est utilisée au pluriel, et est utilisée aussi bien pour une collectivité que pour un individu isolé. 

## Salut fasciste
Le salut fasciste est un salut exécuté par le bras et la main droite tendus, qui serait semblable au salut prétendument romain. Signe de ralliement du fascisme italien, il fut ensuite adopté par le Parti national-socialiste des travailleurs allemands (NSDAP) d'Adolf Hitler, ce qui lui vaut d'être désormais fortement associé au nazisme. Il est, par conséquent, souvent désigné sous les noms restrictifs de salut nazi ou salut hitlérien. En Allemagne, l'usage du salut était fréquemment accompagné de la formule « Heil Hitler » (« Heil » signifiant « salut à » en allemand ; soit « Salut à Hitler », « Hommage à Hitler » ou, en substance, « Vive Hitler »). Le salut connaissait également, en Allemagne, une variante exécutée avec le bras replié et non tendu, d'ailleurs habituellement pratiquée par Hitler lui-même.
Le salut fasciste est en partie inspiré du salut romain.

## Salut militaire

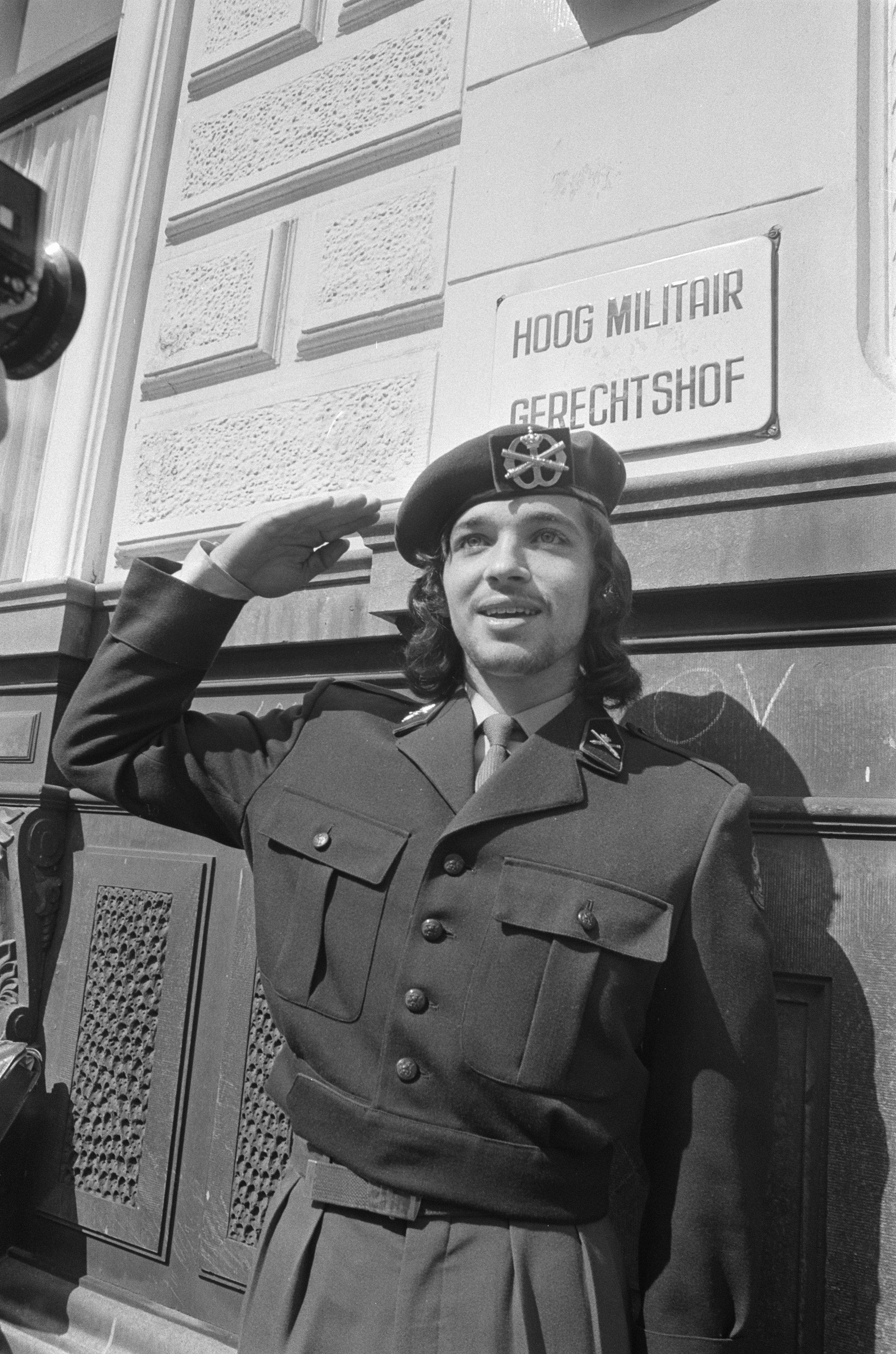
Salut militaire.

## Salut impérial
Ave César (en latin : Avē Cæsar) était à l'époque impériale romaine une formulation rapide utilisée pour saluer l'empereur.

## Salut en budo
Dans tous les arts martiaux, le salut a une importance particulière : il marque le respect réciproque des partenaires ou adversaires. Dans les budo, (arts martiaux japonais), le salut, ou rei, obéit à des règles particulières.

## Salut scout
Le salut scout est reconnu par tous les scouts du monde, hommes et femmes (guides). Il s'agit de lever sa main droite à hauteur d'épaule avec l'index, le majeur et l'annulaire pointés vers le haut, alors que le pouce vient se recourber vers la paume de la main en recouvrant l'auriculaire.
Bien qu'il fasse penser à un salut militaire, au contraire le salut scout est un rituel sans rapport hiérarchique. Le scout se contente de se tenir droit en faisant le signe de la main. S'il s'agit d'un salut pour dire bonjour ou au revoir, les deux scouts qui se saluent se serrent la main gauche. Si un des deux scouts porte avec lui le baussant ou le staff (ou fanion) de sa patrouille, il en porte le montant de la main droite à la verticale, et salue avec la main gauche perpendiculaire, pointée contre le montant et paume tournée vers le sol. L'autre scout salue normalement, mais en gardant alors la main gauche le long du corps.
Certains mouvements dont l'uniforme inclut le port du chapeau, pratiquent aussi le grand salut : le bout des doigts de la main droite affleurant le bord du chapeau.

## Salut thaï

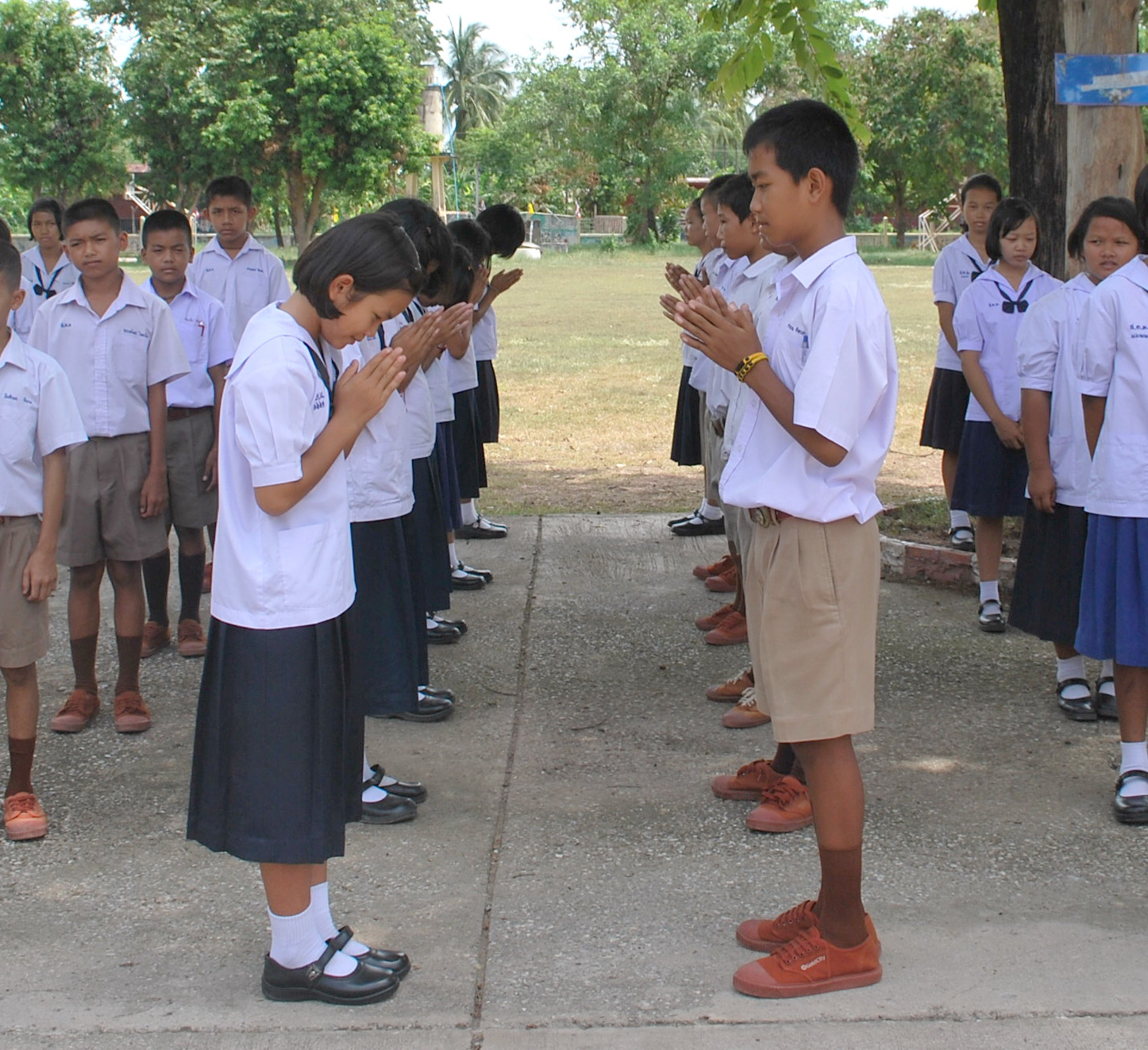
Salutation thaï.

Pour l’article ayant un titre homophone, voir Ouaille.

## Salut japonais
Les règles de politesse dans la culture japonaise sont essentiellement inspirées du shintoïsme et de la culture chinoise. Elles forment un ensemble de codes stricts dont le sens profond cède le pas sur l'importance du respect des manières.
Roland Barthes écrit ainsi : « Si je dis là-bas que la politesse est une religion, je fais entendre qu'il y a en elle quelque chose de sacré ; l'expression doit être dévoyée de façon à suggérer que la religion n'est là-bas qu'une politesse, ou mieux encore : que la religion a été remplacée par la politesse. »
Au Japon, le terme général reigi (礼儀) est employé pour signifier « politesse, courtoisie, étiquette ».